# Zinacatepec
Zinacatepec är en kommun i Mexiko.   Den ligger i delstaten Puebla, i den sydöstra delen av landet, 230 km sydost om huvudstaden Mexico City. Antalet invånare är 26 104. Arean är 87 kvadratkilometer.
Terrängen i Zinacatepec är platt åt sydväst, men åt nordost är den kuperad.
Följande samhällen finns i Zinacatepec:
- San Sebastián Zinacatepec